# Clubiona godfreyi
Clubiona godfreyi este o specie de păianjeni din genul Clubiona, familia Clubionidae, descrisă de Roger de Lessert în anul 1921. Conform Catalogue of Life specia Clubiona godfreyi nu are subspecii cunoscute.